# Rya Nabbe

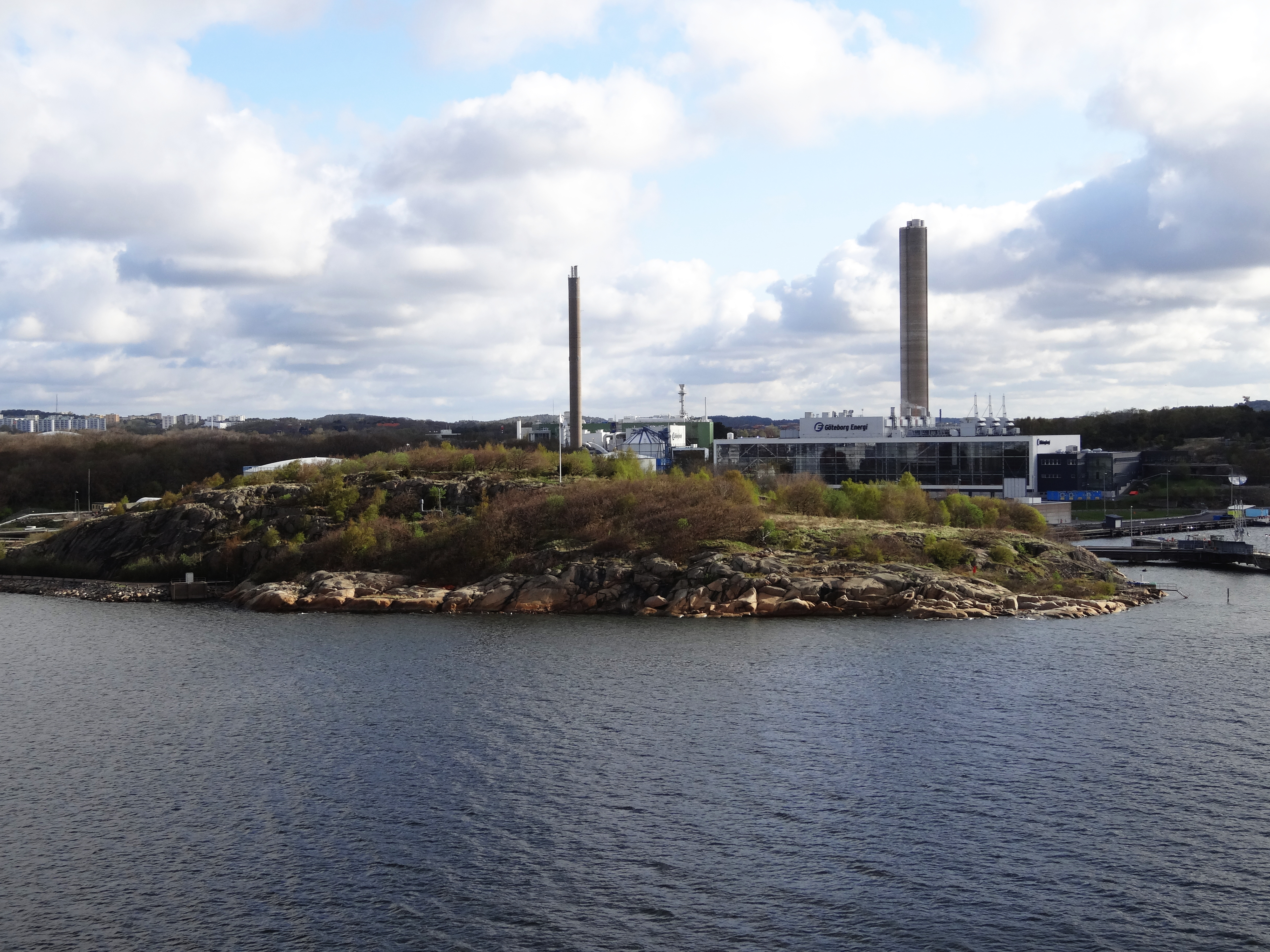
Rya Nabbe.

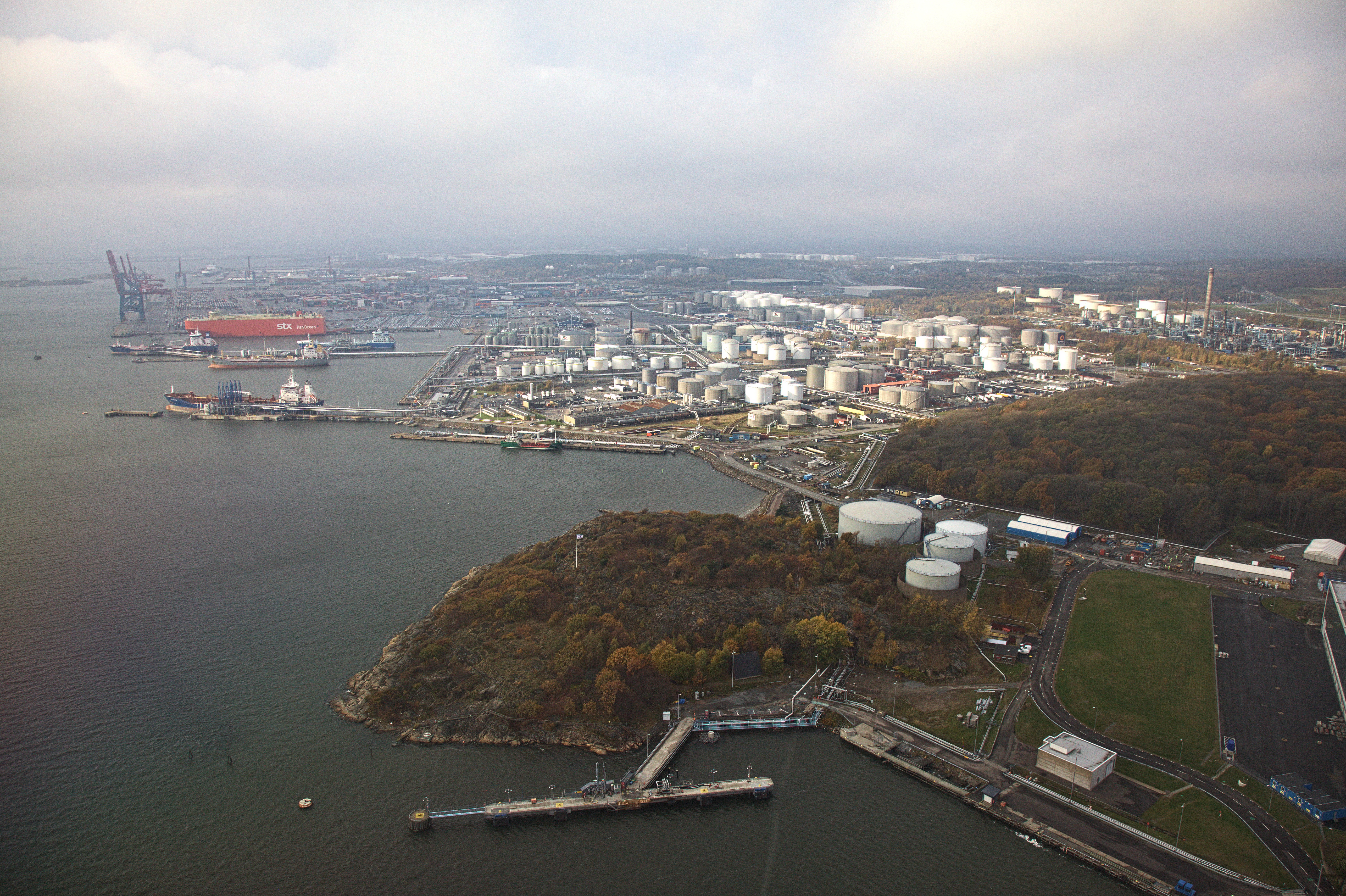
Helikopterbild över Rya Nabbe. Vy mot väster.

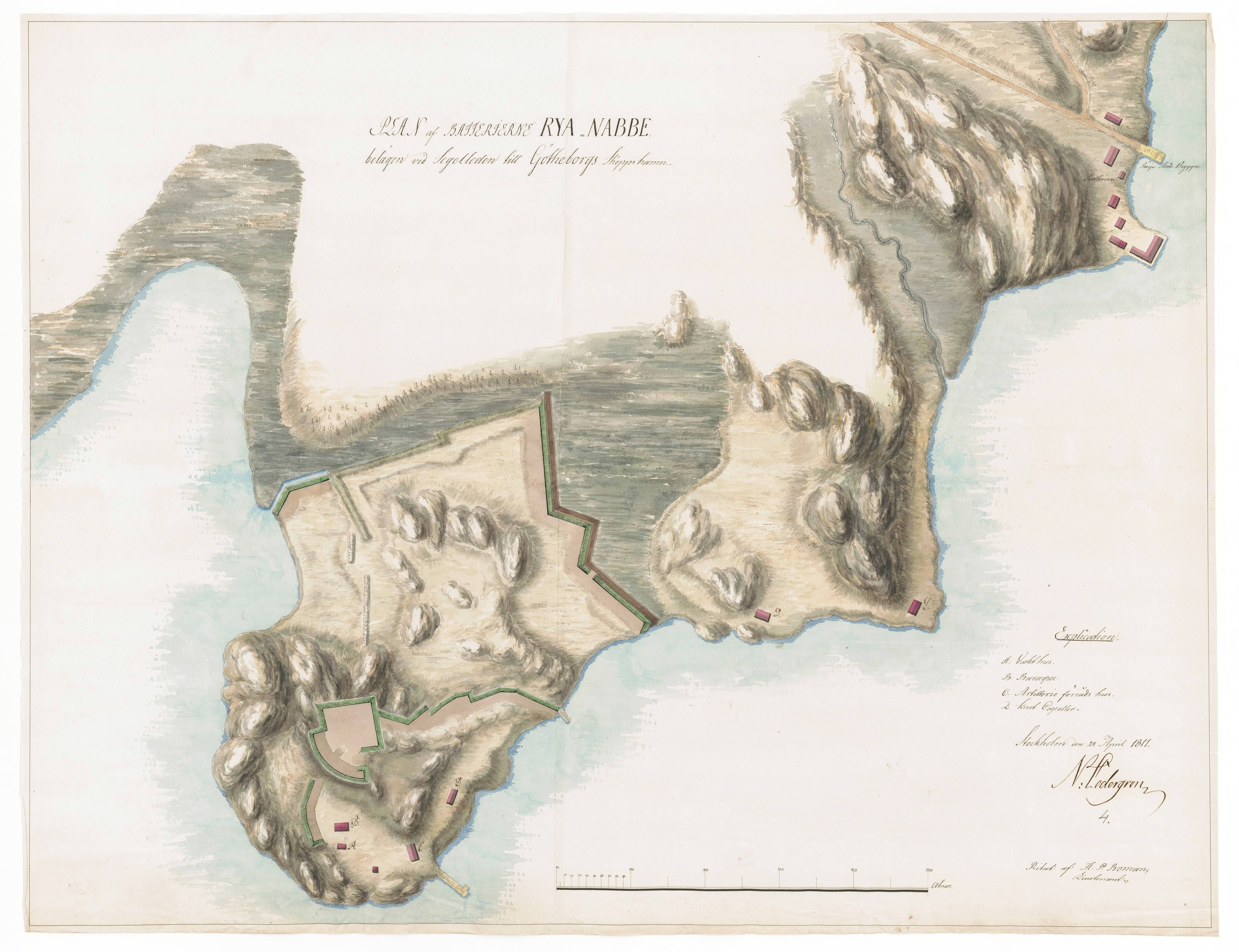
Handritad karta från 1811 över batterierna på Rya Nabbe.

Rya Nabbe är en udde i stadsdelen Rödjan på Hisingen vid Göta älvs mynning mitt emot Nya Varvet. Den benämndes ursprungligen Åhrsfiell och Rya Nabbe var då sannolikt namnet på uddens yttersta del. 

## Befästningsverk
Rya Nabbe och Stora Aspholmen befästes under 1600-talets andra hälft. I mitten av 1700-talet tillkom ytterligare anläggningar, som tillsammans med de på Lilla Billingen avsåg att bilda ett älvlås till skydd för örlogshamnen Nya Varvet, vilken anlades 1700 på fastlandet. Ytterligare förbättringar tillkom omkring år 1800. I samband med att Oscar II:s fort uppfördes 1904-1907 på Västerberget, upprustades även anläggningen på Rya Nabbe med moderna kanoner. Befästningarna har idag ingen funktion inom försvaret. 
Det finns fortfarande lämningar av befästningsverket på höjden. Inne i Rya skog finns en fyra meter hög och 160 meter lång vall från 1600-talet bevarad. Vid östra stranden finns ett återupptäckt krutkapell från tidigt 1800-tal och från 1900-talet finns två kanontorn.

## Området idag
Ryahamnen började byggas på 1930-talet och oljebolagen utvidgade sina tankanläggningar i snabb takt. Rya Nabbe har därmed blivit otillgängligt för allmänheten, trots sitt läge intill naturreservatet Rya skog.